# Санго, Майк Николас
Майк Николас Санго (5 декабря 1955) — зимбабвийский дипломат, посол Зимбабве в Российской Федерации и бригадный генерал.

## Биография
С 1975 по 1980 гг. принимал участие в Освободительной войне народа Зимбабве.
После прохождения аттестации военнослужащих в армии Санго занимал различные должности высокого уровня, такие как военный советник в Постоянном представительстве Зимбабве при Организации Объединённых Наций (ООН), международный инструктор по развитию Сообщества развития Юга Африки (САДК), директор по операциям в САДК многонациональных сил в Демократической Республике Конго, командир бригады, и другие.
С июля 2015 года является послом Зимбабве в Российской Федерации.
Санго имеет две степени магистра: в области международных отношений (MIR) в Открытом Университете Зимбабве и в области делового администрирования (MBA) в Университете Зимбабве.